# 国際照明委員会

CIEXYZ表色系のxy色度図

国際照明委員会（こくさいしょうめいいいんかい, 仏: Commission internationale de l'éclairage, 略称：CIE）は、光、照明、色、色空間などを規定する国際標準化団体。本部はオーストリアのウィーンにある。1900年に設立された国際測光委員会（仏: Commission Internationale de Photométrie）の後継として、1913年に設立された。
2023年からのCIE会長はカナダ出身のジェニファー・ヴィーチである。
4年に1回、欧米の主要都市で定期大会を開催するのが通例であるが、1979年（第19回大会）は日本の京都で開催された。
日本もCIEの主要な一員であり、1927年に日本照明委員会（JCIE）が参画した。現在はその後継として、日本照明工業会(JLMA) のCIE国内委員会が参画している。
CIEはISO(国際標準化機構)およびIEC(国際電気標準会議)とは特別な協定を結んでおり、通常の規格よりも簡略的な手続きでCIEの規格をISOおよびIECに反映させる仕組みになっている。

## 組織
CIEには現在6つの活動部会があり、各部会は技術委員会を設置している。
- 第1部会: 視覚と色
- 第2部会: 光と放射の物理測定
- 第3部会: 屋内環境と照明設計
- 第4部会: 交通と屋外の照明（旧:交通用の照明と信号）
- 第6部会: 光生物学と光化学
- 第8部会: 画像技術（※第8部会は1998年に発足[5]）

第5部会、第7部会は現在活動していない。
- 第5部会: 屋外およびその他の照明応用（※第4部会に統合され閉鎖）
- 第7部会: 照明の一般的問題（※第7部会は1999年に閉鎖）

## 業績
1924年、2度視野における明所視標準分光視感効率 {\displaystyle V(\lambda )}を定めた。
1931年、イギリスのケンブリッジで第8回会議を開催し、RGB表色系とXYZ表色系を定めた。XYZ表色系は、現在も色空間を表すために世界的に標準として広く使用されており、各表色系の基礎となっている。また、同時にCIE標準の光A、B、Cを定めた。
1951年、暗所視標準分光視感効率 {\displaystyle V'(\lambda )}を定めた。
1960年、CIE 1960 色空間を定めた。
1964年には、CIE 1964 色空間を定めた。また、10度視野における明所視標準分光視感効率 {\displaystyle V_{10}(\lambda )} と、CIE 1964 X10Y10Z10（10度視野XYZ表色系）を定めた。また、標準の光にD65を追加した。
1967年6月、アメリカのワシントンDCで第16回会議を開催。各国の色彩関係者が集まった関係で、この期間中に国際色彩学会（AIC）は設立された。
1976年、CIELABとCIELUV を定めた。
1988年、修正2度視野分光視感効率 {\displaystyle V_{M}(\lambda )}を定めた。これは、CIE 1924 {\displaystyle V(\lambda )}が短波長では値が低すぎることが分かったことから、1951年にディーン・B・ジャッドが改良版をつくり、それを1978年にVosが改良したものである。